# کبوتر چوبی خال‌دار
کبوتر جنگلی خال‌دار (نام علمی: Columba hodgsonii) نام یک گونه از سرده کبوتر است.